# Żychlin Elektrownia
Żychlin Elektrownia – dawna towarowa stacja kolejowa w Żychlinie, w województwie łódzkim, w Polsce.